# میخائیل سیرکونوف
میخائیل سیرکونوف (انگلیسی: Misha Cirkunov؛ زادهٔ ۲۷ فوریهٔ ۱۹۸۷) ورزشکار هنرهای رزمی ترکیبی و جودوکار اهل لتونی است. وی از سال ۲۰۱۰ میلادی تاکنون مشغول فعالیت بوده‌است.